# Regionaal Archeologisch Museum van Centuripe
Het Regionaal Archeologisch Museum van Centuripe, op het Italiaanse eiland Sicilië, bevat meer dan 3.000 archeologische stukken afkomstig uit de stad en de omstreken. Het bevindt zich naast de archeologische site van Centuripe.

## Beschrijving
De periode bestrijkt de prehistorie tot de middeleeuwen. Het gaat onder meer om prehistorische keramiek, de typische aardewerk potten uit de Griekse Oudheid waarvan de ateliers zich in Centuripe en omstreken bevonden, alsook Romeinse beelden en beeldjes. Een hoofd van keizer Hadrianus heeft een prominente plaats in de collectie.

## Historiek
Sinds de jaren 1920 werden de opgegraven stukken opgeborgen in het gemeentehuis, voor zover ze niet naar buitenlandse musea versleept werden. Sommige van deze stukken werden zonder veel notities binnen gebracht in het gemeentehuis. De opgravingen vanaf het jaar 1951 en vanaf 1968 waren zorgvuldiger genoteerd.
Een poging van het gemeentebestuur in 1956 om een apart museum te bouwen mislukte. 
In het jaar 2000 opende het museum zijn deuren. Het museum wordt beheerd door de Soprintendenza ai beni culturali e ambientali van de libero consorzio comunale di Enna, wat tevoren de provincie Enna was.

## Enkele illustraties

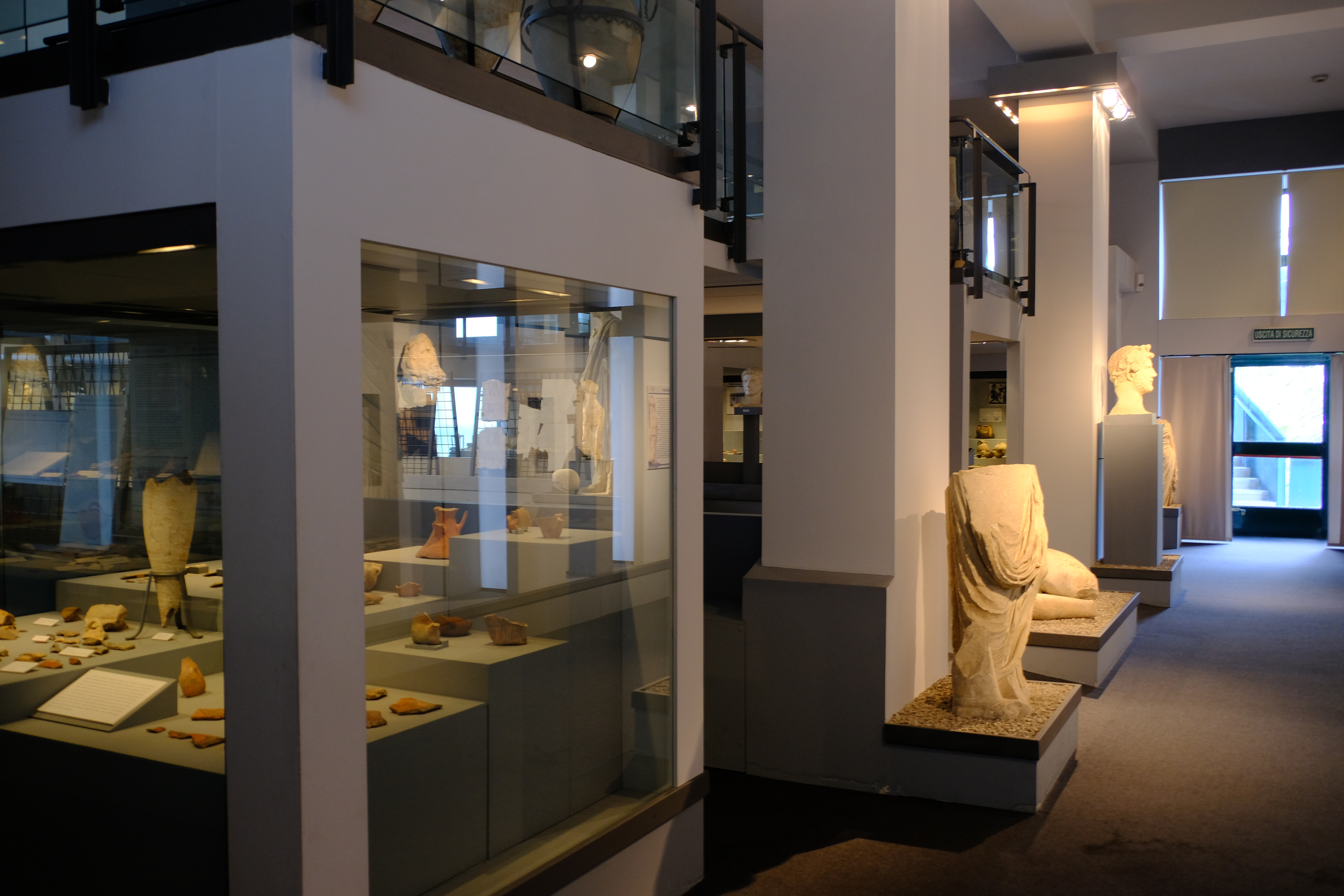
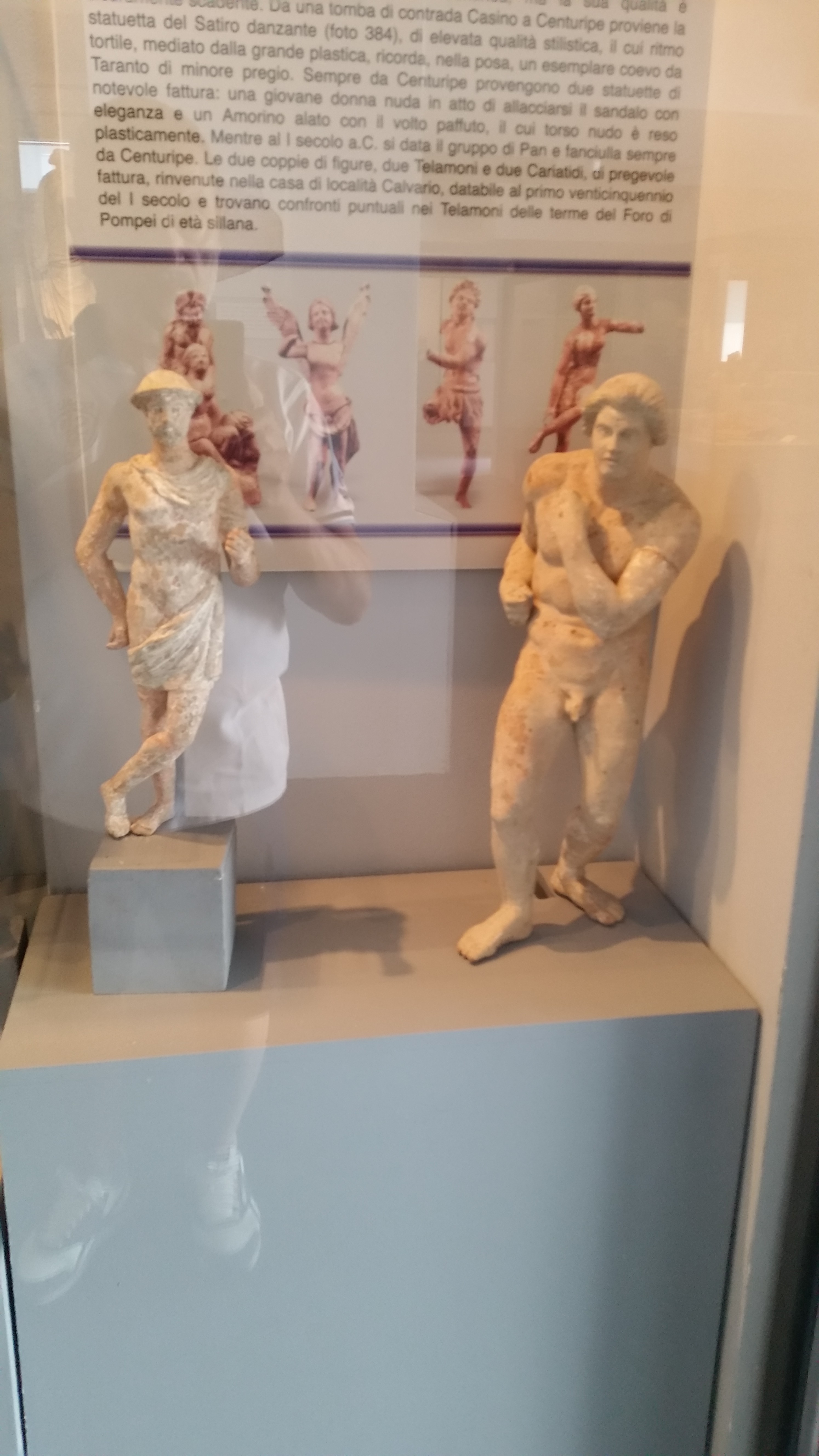
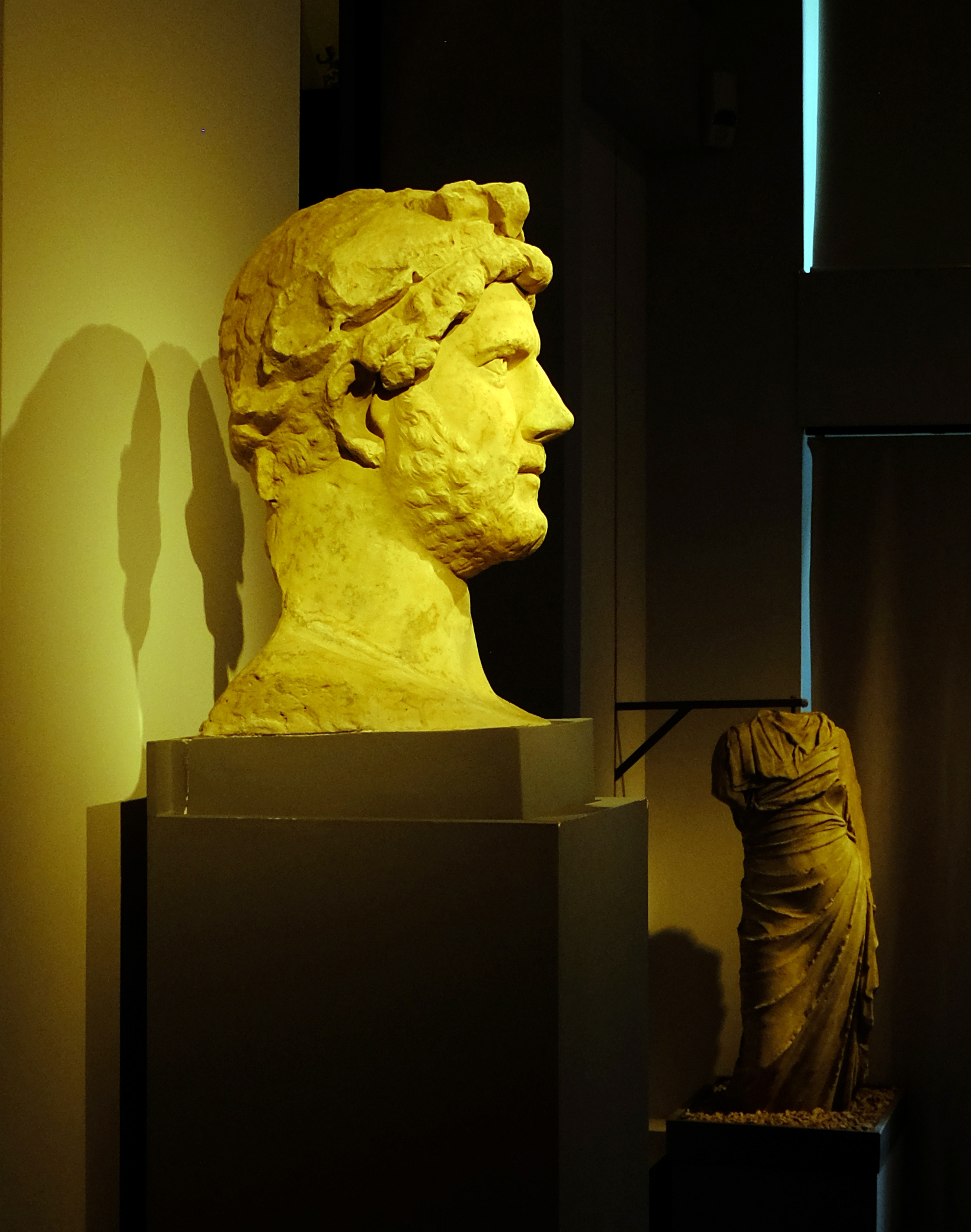
Keizer Hadrianus